# Гашимов, Рафик Магомед оглы
Гашимов Рафик Магомед оглы (11 августа 1966, Уджар, Азербайджан) — азербайджанский телеведущий, сценарист, режиссёр. Заслуженный артист Азербайджана (1998).

## Биография

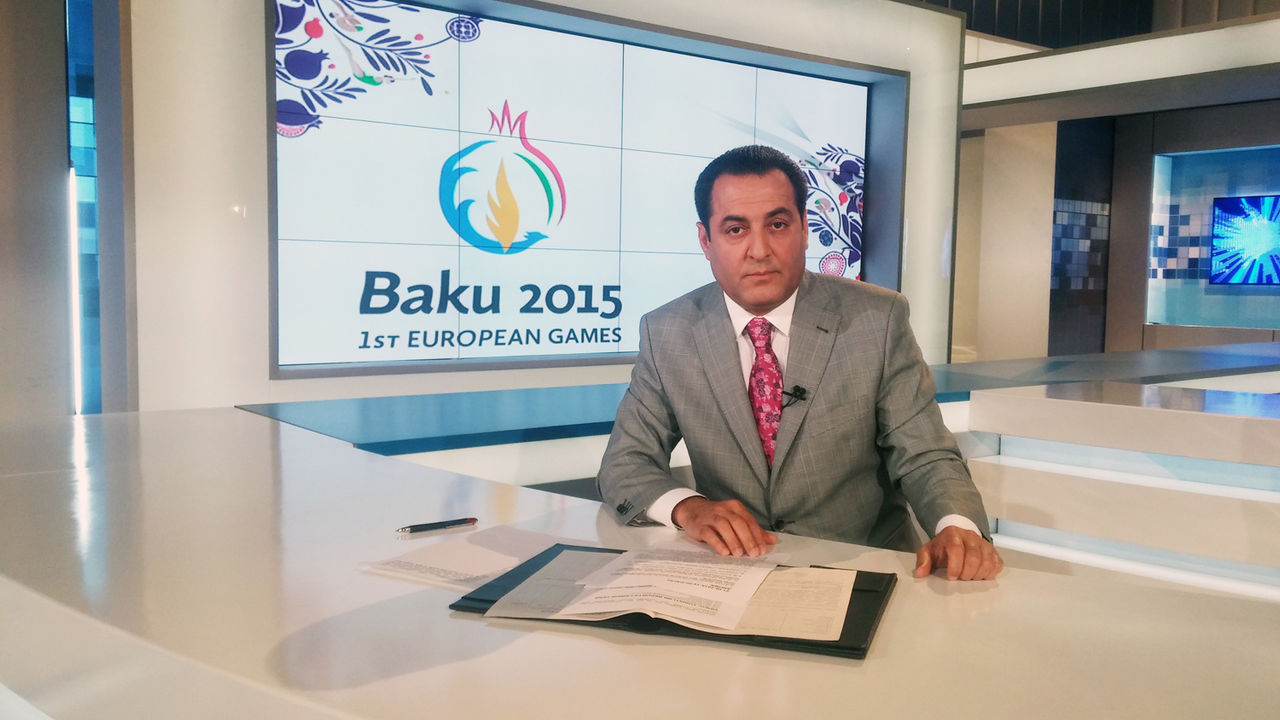
Рафик Гашимов, 2015

В 1985 году окончил Бакинский техникум связи. В 1985-1987 годах служил в рядах Советской армии. Деятельность в Азербайджанской государственной телерадиовещательной компании начал в 1987 году в качестве техника. Затем работал видео-оператором, монтажером. С 1990 года по сегодняшний день работает в качестве телеведущего. В 1997 году окончил факультет «Журналистика» Бакинского государственного университета.
За эти годы был ведущим программ «Новости», различных государственных мероприятий, авторской программы «XX век», программы «Утро».
Занимался  культурой речи ведущих и журналистов на телеканалах «Спейс», «Лидер» и «Хазар»; четыре года осуществлял педагогическую деятельность по речевой культуре в университете «Хазар».
Его рассказы и эссе, а также переводы классиков мировой литературы, в том числе лауреатов Нобелевской премии Чеслава Милоша, Германа Гессе, Хорхе Луиса Борхеса на азербайджанский язык были опубликованы в журналах и газетах республики и за рубежом.
На основе его сценариев были сняты около 20 документальных фильмов. .
В 2011 году по заказу Министерства культуры и туризма он снял документально-художественный фильм «Неоконченный дневник», посвященный шехиду Фуаду Асадову, а в 2014 году – документальный фильм «Азербайджан Саттара», повествующий о выдающемся азербайджанском художнике Саттаре Бахлулзаде.
В качестве автора и ведущего цикла культурологических программ под названием «XX век» подготовил фильмы и передачи, посвященные видным деятелям науки, культуры и искусства нашей страны.
С 2008 года является членом Союза писателей Азербайджана.
Указом общенационального лидера Гейдара Алиева от 4 ноября 1998 года удостоен почетного звания «Заслуженный артист Азербайджанской Республики».

## Фильмография

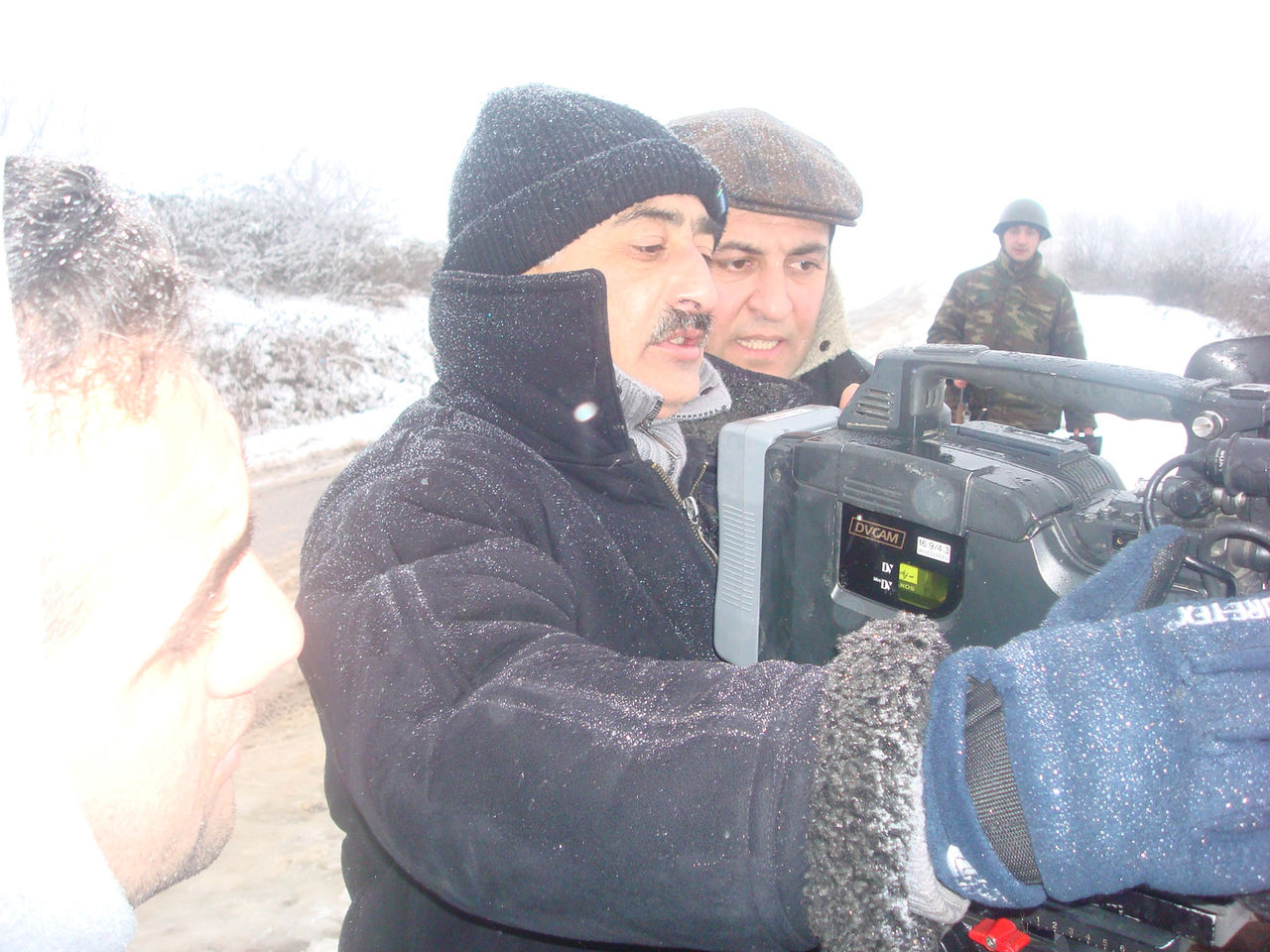
Рафик Гашимов, 2011

- 1996 - “Третья сторона пластинки” - д\ф - сценарист, в соавторстве с Вели Саяди
- 1997 - “Песчинка” - д\ф - сценарист, в соавторстве с Эльчин Мусаоглу
- 1997 - “Дневник путешественника” - д\ф - сценарист
- 1999 - “Magister  dixit” - д\ф - сценарист
- 2000 - “Солнце и туча” - д\ф - сценарист
- 2003 - “Феномен двух столетий” - д\ф - сценарист и режиссёр
- 2003 - “Свет моих очей” - д\ф - сценарист
- 2004 - "Я тобой называю звезды" - д\ф - сценарист и режиссёр
- 2006 - “Сны камышового города” - д\ф - сценарист, в соавторстве с Салим Бабуллаоглу
- 2006 - “Диктор” - д\ф - сценарист и режиссёр
- 2011 - “Неоконченный дневник” - д\ф - сценарист (в соавторстве с Вели Саяди) и режиссёр
- 2013 - “Азербайджан Саттара” - д\ф - сценарист и режиссёр
- 2015 - “Вода земли огней” - д\ф - сценарист и режиссёр

## Рассказы
- ”Гнездо” - 1999
- “Час” - 2010
- “Богобоязненность” - 2005
- “Мост” - 1999
- “Навозный жук” - 1999

## Эссе
- “Книга” - 1995
- “Слово” - 1999
- “История” - 2004
- “Дети” - 1995
- “Захре” - 2011

## Переводы
- Герман Гессе - “Мировая история” - с русского на азербайджанский
- Герман Гессе - “Прибежище” - с русского на азербайджанский
- Х.Л.Борхес - “Книга” - с русского на азербайджанский
- Чеслав Милош - “Придорожная собачонка ” - с русского на азербайджанский

## Авторская ТВ программа
- "XX век" - 1995-1999

## Награды
- Орден «Труд» III степени (21 июля 2025 года) — за заслуги в развитии национальной печати в Азербайджане[10]
- Заслуженный артист Азербайджана (4 ноября 1998 года) — за заслуги в развитии азербайджанской культуры и искусства[11]